# Дубовец (Римавска Собота)
Дубовец (слч. Dubovec) насељено је мјесто са административним статусом сеоске општине (слч. obec) у округу Римавска Собота, у Банскобистричком крају, Словачка Република.

## Становништво
| Година:    | 1994. | 2004.    | 2014.   | 2024.   |
| ---------- | ----- | -------- | ------- | ------- |
| Број људи: | 463   | 546      | 551     | 517     |
| Разлика:   |       | +17,92 % | +0,91 % | -6,17 % |

| Година:    | 2023. | 2024.   |
| ---------- | ----- | ------- |
| Број људи: | 497   | 517     |
| Разлика:   |       | +4,02 % |

Према подацима о броју становника из 2011. године насеље је имало 558 становника.